# Washington Redskins 1958
La stagione 1958 dei Washington Redskins è stata la 27ª della franchigia nella National Football League e la 22ª a Washington. Sotto la direzione del capo-allenatore Joe Kuharich la squadra ebbe un record di 4-7-1, terminando quarta nella NFL Eastern e mancando i playoff per il 13º anno consecutivo.

## Calendario
| Stagione regolare |              |                        |           |        |                             |          |         |
| Turno             | Data         | Avversario             | Risultato | Record | Stadio                      | Pubblico | Sintesi |
| 1                 | 28 settembre | at Philadelphia Eagles | V 24–14   | 1–0    | Franklin Field              | 36,853   | Recap   |
| 2                 | 4 ottobre    | at Chicago Cardinals   | S 10–37   | 1–1    | Comiskey Park               | 21,824   | Recap   |
| 3                 | 12 ottobre   | New York Giants        | S 14–21   | 1–2    | Griffith Stadium            | 30,348   | Recap   |
| 4                 | 19 ottobre   | Green Bay Packers      | W 37–21   | 2–2    | Griffith Stadium            | 25,228   | Recap   |
| 5                 | 26 ottobre   | at Baltimore Colts     | S 10–35   | 2–3    | Memorial Stadium            | 54,403   | Recap   |
| 6                 | 2 novembre   | at Pittsburgh Steelers | S 16–24   | 2–4    | Forbes Field                | 19,525   | Recap   |
| 7                 | 9 novembre   | Chicago Cardinals      | V 45–31   | 3–4    | Griffith Stadium            | 26,196   | Recap   |
| 8                 | 16 novembre  | Cleveland Browns       | S 10–20   | 3–5    | Griffith Stadium            | 32,372   | Recap   |
| 9                 | 23 novembre  | at New York Giants     | S 0–30    | 3–6    | Yankee Stadium              | 46,752   | Recap   |
| 10                | 30 novembre  | at Cleveland Browns    | S 14–21   | 3–7    | Cleveland Municipal Stadium | 33,240   | Recap   |
| 11                | 7 dicembre   | Pittsburgh Steelers    | P 14–14   | 3–7–1  | Griffith Stadium            | 23,370   | Recap   |
| 12                | 14 dicembre  | Philadelphia Eagles    | V 20–0    | 4–7–1  | Griffith Stadium            | 22,621   | Recap   |

Nota: gli avversari della propria division sono in grassetto.

## Classifiche
| NFL Eastern         |   |   |   |      |       |     |     |     |
|                     | V | S | P | %    | DIV   | PF  | PS  | STR |
| New York Giants     | 9 | 3 | 0 | .750 | 7–3   | 246 | 183 | V4  |
| Cleveland Browns    | 9 | 3 | 0 | .750 | 8–2   | 302 | 217 | S1  |
| Pittsburgh Steelers | 7 | 4 | 1 | .636 | 6–3–1 | 261 | 230 | V1  |
| Washington Redskins | 4 | 7 | 1 | .364 | 3–6–1 | 214 | 268 | V1  |
| Chicago Cardinals   | 2 | 9 | 1 | .182 | 2–7–1 | 261 | 356 | S6  |
| Philadelphia Eagles | 2 | 9 | 1 | .182 | 2–7–1 | 235 | 306 | S4  |

Note: I pareggi non venivano conteggiati ai fini della classifica fino al 1972.